# アレクサンドル・フレブ
アレクサンドル・パウラヴィチ・フレブ（ベラルーシ語: Алякса́ндар Па́ўлавіч Глеб、Aliaksandr Paŭlavič Hleb、1981年5月1日 - ）は、ベラルーシ・ミンスク出身の元同国代表サッカー選手。
姓のГлеб（Hleb）の「Г」は、キリル文字では原則として[g]を表すが、ベラルーシ語では[ɦ]（日本語の「は、へ、ほ」のような音）を表す。本人によると、発音はフレブではなくグレブであるが、ドイツ語との兼ね合いで間違えたものを直さずにいた。弟もサッカー選手で、元ベラルーシ代表のFWヴィアチェスラフ・フレブ。

## 経歴

### クラブ

#### 初期の経歴
17歳の時にディナモ・ミンスクからBATEボリソフへ移籍し、1999年のベラルーシリーグ優勝に大きく貢献した。

#### シュトゥットガルト
AEKアテネからのオファーもあったがブルガリア代表のクラシミール・バラコフとのプレーを望み、ドイツ・ブンデスリーガのVfBシュトゥットガルトに、弟のヴィアチェスラフとともにおよそ15万ユーロの移籍金で移籍した。以降中心選手として活躍し頭角を表す。
1部でのデビューは2000年5月5日のカイザースラウテルンとのアウェーでの一戦だった。ドイツでの1年目は出場6試合であったのにもかかわらず、2年目はチームの重要選手としてレギュラーポジションを掴んだ。
2002-03シーズン、チームはリーグ戦をバイエルンに次ぐ2位で終え、フレブ自身もプレーメーカーとしての地位を確立した。
しかし、チームを率いていたマガト監督が2004年夏にバイエルンに引き抜かれ、マティアス・ザマーが新監督に就くと、チームは下降線を辿りリーグ戦を5位で終えることとなった。フレブ個人はこのシーズン、ブンデスリーガ最多アシストを記録した。

#### アーセナル

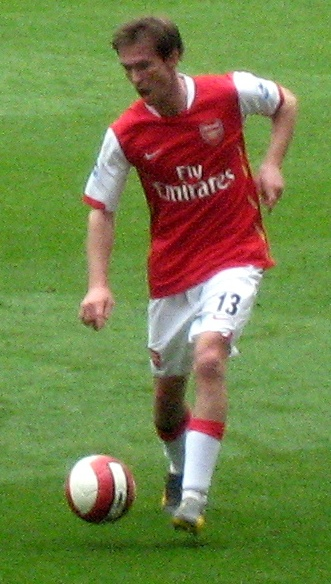
アーセナルでプレイするフレブ

2005年6月より移籍金1500万ユーロの4年契約でアーセナルFCへ移籍した。アーセナルでは様々なポジションをこなしたが、主に右ウイングを務めていた。8月のアウェーでのチェルシー戦でデビューした。その後まもなく代表での怪我で数ヶ月間離脱し、12月7日のCLアヤックス戦で戦列に復帰し60分間プレーした。2006年1月のミドルズブラ戦（7-0で勝利）で移籍後初得点を記録した。チームはCLで決勝へ進出したがバルセロナに敗れ準優勝となった。この試合でフレブはCL決勝でプレーした初のベラルーシ人選手となった。フレブはイングランド初年度を40試合出場で3ゴールで終えた。
2006-07シーズンはハムストリングの故障に悩まされながらも48試合に出場し3得点を記録した。
2007-08シーズン、怪我人が相次いだため、ヴェンゲル監督はフレブのポジションを前線に移しロビン・ファン・ペルシの後ろのシャドーストライカーの位置に入った。その後エマニュエル・アデバヨールやエドゥアルドの復帰に伴い、フォーメーションが4-4-2に戻ると、フレブも本来のサイドのポジションに戻った。シーズン終盤のレディング戦（2-0で勝利）でのグレイム・マーティーへ危険なタックルをしたことでFAから3試合の出場停止処分を受け、チームより先にシーズンを終えた。

#### バルセロナ
インテル、レアル・マドリー等との争奪戦のなか、2008年7月16日、移籍金1500万ユーロ(約24億円)+インセンティブの4年契約でFCバルセロナへと移籍した。違約金は9000万ユーロ。
バルセロナはリーガ、コパ・デル・レイ、チャンピオンズリーグと3冠を達成するも、フレブはバルセロナのスタイルに馴染めずにカップ戦要員となり、リーグ戦での先発出場は5試合に留まった。
2009-10シーズンはインテルからのオファーを断り、古巣のシュトゥットガルトへ1年間レンタル移籍した。ブンデスリーガ開幕戦のアウェーでのVfLヴォルフスブルク戦(0-2で敗戦)で55分間プレーした。CLプレーオフのアウェーのでのティミショアラ戦で復帰後初ゴールを決めた。
2010年8月31日、バーミンガム・シティFCへ1年間のレンタル移籍が決定した。代表戦で足首を負傷したため、初出場が9月18日のウェスト・ブロムウィッチ・アルビオンFC戦(1-3で敗戦)まで遅れた。その試合から3日後のリーグカップMKドンズ戦で初ゴールを決めた。しかしその後再び負傷し、古巣アーセナルとのリーグカップ決勝を欠場することとなった。シーズン終了後はシュツットガルトかアーセナルの古巣への復帰を望んでいた。
2011-12シーズン前半はヴォルフスブルクにレンタル移籍をした ものの再び怪我に泣かされ4試合の出場に留まった。

#### クリリヤ・ソヴェトフ
ヴォルフスブルクから復帰後、双方合意の下でバルセロナとの契約を解除 して、クリリヤ・ソヴェトフへ6ヶ月契約で移籍した。

#### BATEへ復帰
2012年7月26日、ベラルーシリーグ覇者のBATEボリソフと契約し、12年ぶりに古巣へ復帰した。10月2日に行われたCL・グループF第2節のバイエルン戦で好プレーを見せ、3-1の勝利に導いた。

#### コンヤスポル
2014年1月4日、コンヤスポルへ1年6ヶ月+1年の延長オプションの契約で移籍した。

#### ゲンチレルビルリィ
2015年2月2日、ゲンチレルビルリィSKに移籍した。

### 代表

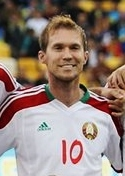
ベラルーシ代表でプレイするフレブ

2001年にウェールズとの一戦でフル代表デビューを果たした。2002年4月、デビューから2戦目のハンガリー戦で代表初ゴールを決めて5-2で勝利したチームに貢献した。
2006年11月、代表チームの元キャプテンであるセルゲイ・グレンコが「フレブ兄弟は試合中も試合外も王様気取りで、スロベニア戦のあと彼らは自家用車に乗ったが他の全員はチームバスに乗ったんだ。特にアレクサンドルはチームのために働いていない」と批判した。
2007年8月、批判がある中で、当時の代表監督であったベルント・シュタンゲから代表キャプテンに指名された。同月22日、初めて腕章をつけて臨んだイスラエル戦を2-1の勝利を収めた。

## エピソード
- 2003年、ミンスクで自動車事故に巻き込まれ、他の車の乗客は後に死亡した。[20]
- シュトゥットガルトでプレーしていた時、柔らかなスキルと眩しいばかりのトリックで"Zauberlehrling"（"魔術師の弟子"の意）と呼ばれていた[21]。
- フレブがシュトゥットガルトに所属していた時に、当時バイエルン・ミュンヘンに所属していたミヒャエル・バラックが「フレブが加入すればチャンピオンズリーグも優勝できる」と発言した。
- アーセナル在籍時は北ロンドンのハムステッドに住んでいた[22]。
- アーセナルでのチームメイトだったセスク・ファブレガスと公私にわたって仲が良い。また、セスクからは「明らかに自分よりも巧い選手であり、世界でもトップクラスの実力を持っている。もっと評価されるべき選手だ」と絶賛されていた。フレブもまた、バルセロナ移籍後にセスクに関して「彼はフラミニとともに一番の親友の一人で、移籍前バルセロナについて色々教えてくれた」と語っている。
- バルセロナ移籍直前に「セスクはエゴイスティックだ。他にフリーの選手がいるのにパスを出さないんだ」とし、「ベンゲル監督と自分は考え方が違う」と批判した[23] が、後に自身の公式サイトで発言を捏造されたとしている。
- 2008年の夏、ベラルーシの音楽グループ「トップレス」のアナスタシア・コセンコワと結婚した。
- バルセロナでは、優勝パレードを行なっていたバスから転落してしまった。
- アーセナルから移籍したことを後に大きく後悔しており[24]、セスクとクリシにアーセナルからの移籍報道が出た際に残留を勧めている[25]。その後両者は移籍し、特にセスクはフレブが所属するバルセロナへ移籍した。
- また、2009年のシュトゥットガルト復帰も「自身のキャリア最高の時期を無駄にした」と述べている[26]。
- バルセロナ退団後のインタビューでグアルディオラと衝突があった事を明かし「ペップは世界最高の監督ではなく、世界最高のチームを率いた監督だ。世界最高の監督とはモウリーニョやファーガソン、そしてヴェンゲルだ」としている。またセスクに関しては「将来的に世界一の称号を得る為の全てを持っている。クラブの中心になる為には時間が必要だよ。アーセナルでのセスクと比較すると少し不十分だ」としている[27]。

## 個人成績

### 代表での得点
| # | 日時          | 場所                           | 対戦相手     | スコア | 最終結果 | 大会                                    |
| - | ------------- | ------------------------------ | ------------ | ------ | -------- | --------------------------------------- |
| 1 | 2002年4月17日 | デブレツェン                   | ハンガリー   | 1 – 1  | 5–2      | 親善試合                                |
| 2 | 2002年5月19日 | モスクワ                       | ロシア       | 2 – 0  | 2–0      | LGカップ                                |
| 3 | 2005年2月9日  | グロジスク・ヴィエルコポルスキ | ポーランド   | 1 – 0  | 3–1      | 親善試合                                |
| 4 | 2006年8月16日 | ミンスク                       | アンドラ     | 1 – 0  | 3–0      | 親善試合                                |
| 5 | 2009年4月1日  | アルマトイ                     | カザフスタン | 1 – 1  | 5–1      | 2010 FIFAワールドカップ・ヨーロッパ予選 |
| 6 | 2010年3月3日  | アンタルヤ                     | アルメニア   | 2 – 1  | 3–1      | 親善試合                                |

## タイトル

### クラブ
- BATEボリソフ

ベラルーシ・プレミアリーグ (6) : 1999, 2012, 2013, 2015, 2016, 2018
- VfBシュトゥットガルト

UEFAインタートトカップ (1) : 2002
- バルセロナ

リーガ・エスパニョーラ (1) : 2008-09
コパ・デル・レイ (1):2009
UEFAチャンピオンズリーグ (1) : 2009
- バーミンガム・シティ

カーリングカップ (1) : 2011

### 個人
- ベラルーシ最優秀選手賞 : 2002, 2003, 2005, 2006, 2007, 2008
- ブンデスリーガ最多アシスト : 2004-05
- アーセナル月間最優秀選手 : 2005.8